# Cogeces de Íscar
Cogeces de Íscar ist ein nordspanischer Ort und eine Gemeinde (municipio) mit 144 Einwohnern (Stand: 2024) in der Provinz Valladolid in der autonomen Region Kastilien-León. 

## Geografie
Cogeces de Íscar liegt im Süden der Provinz Valladolid etwa 32 Kilometer südsüdöstlich vom Stadtzentrum von Valladolid in einer Höhe von ca. 740 m. 

## Bevölkerungsentwicklung
| 410 | 447 | 239 | 168 | 160 | 151 | 170 | 142 |

## Sehenswürdigkeiten

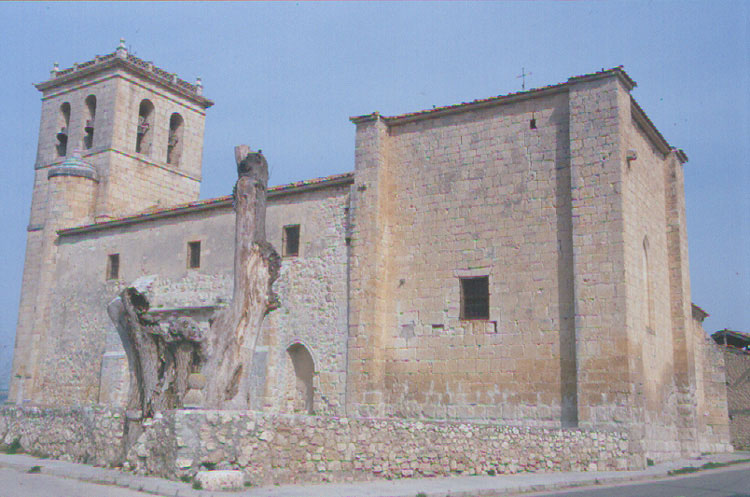
Martinskirche
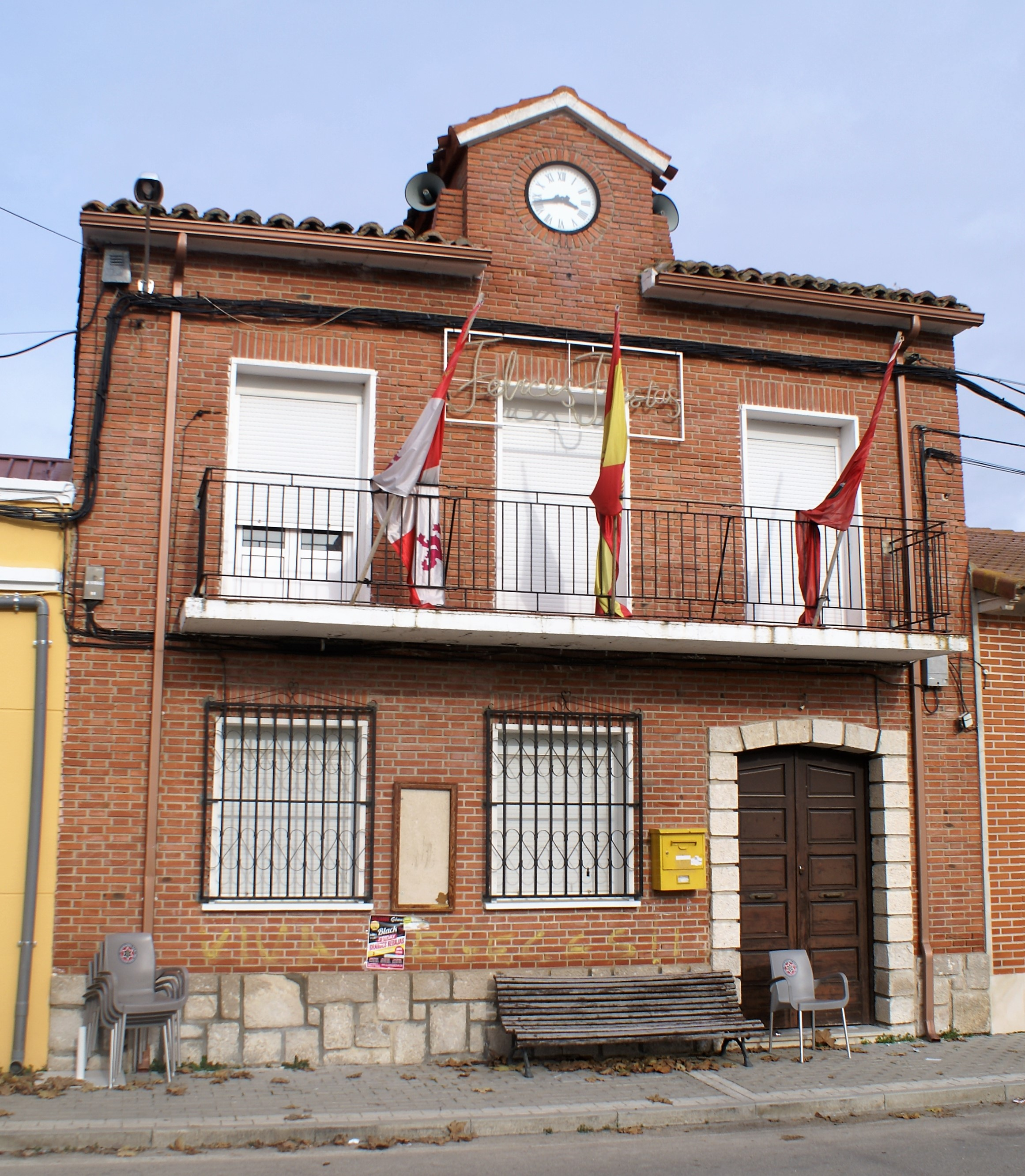
Rathaus

- Martinskirche
- Rathaus